# Wubu

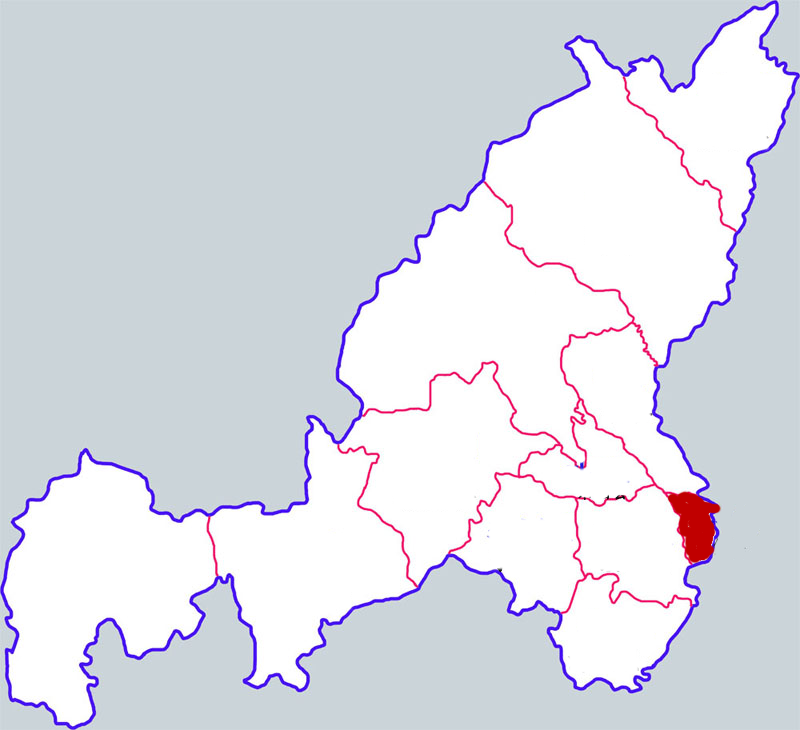
Lage des Kreises Wubu auf dem Gebiet der bezirksfreien Stadt Yulin

Der Kreis Wubu (chinesisch 吴堡县, Pinyin Wúbǔ Xiàn) ist ein Kreis der bezirksfreien Stadt Yulin der Provinz Shaanxi in der Volksrepublik China. Er hat eine Fläche von 420,9 km² und zählt 53.938 Einwohner (Stand: Zensus 2020). Sein Hauptort ist die Großgemeinde Songjiachuan (宋家川镇).
Die Stätte der Steinstadt Wubu (吴堡石城, Wubu shicheng) steht seit 2006 auf der Liste der Denkmäler der Volksrepublik China (6-782).